# Mulheres na Grécia
O status e as características das mulheres na Grécia – tanto na antiguidade quanto nos dias atuais – evoluíram a partir de eventos ocorridos na história grega. No artigo de Michael Scott, “A Ascensão das Mulheres na Grécia Antiga” (História Hoje), o papel das mulheres e suas conquistas na Grécia Antiga foi melhor descrito por Tucidides nesta citação:
"A maior glória [para as mulheres] é ser menos comentada entre os homens, seja em elogio ou em crítica."
Contudo, o status das mulheres gregas passou por consideráveis mudanças e avanços no século XX. Em 1952, as mulheres receberam o direito de voto, o que levou à conquista de espaços e cargos em empresas e no governo da Grécia; e elas puderam manter seu direito de herdar propriedade, mesmo após o casamento.

## Mulheres na Grécia da Idade do Bronze
Esta seção adaptada de Judson, Anna P. (8 de março de 2021). «Mulheres na Grécia Micênica». It's All Greek to Me
Nas tábuas Linear B desta época, os homens são mencionados com mais frequência pelo nome, título ou ocupação. No entanto, as referências às mulheres oferecem pistas valiosas sobre seus papéis nas economias controladas pelo palácio. Muitas mulheres são organizadas em grupos de trabalho sob a autoridade do palácio, classificadas por funções como operárias têxteis (“trabalhadoras de linho”, “costureiras”, “fabricantes de faixas para a cabeça”), produtoras de alimentos (“moedoras de farinha”) e serventes domésticas (“assistentes”). Algumas mulheres são identificadas por suas origens, que podem ser locais do palácio ou de regiões mais distantes — por exemplo, registros de Pilos, no sudoeste da Grécia, listam mulheres vindas de tão longe quanto a costa da Turquia.
Embora essas mulheres não sejam frequentemente referidas diretamente como escravizadas, os detalhes de suas origens, referências a alguns grupos como “cativas” e a regulamentação de suas vidas e trabalho pelo palácio sugerem que elas provavelmente se encontravam em um estado de escravidão efetiva ou, no mínimo, eram fortemente dependentes da autoridade do palácio. A documentação do palácio registra seus números, a provisão de rações básicas como grãos e figos, e a distribuição de matérias-primas para seu trabalho, o que evidencia essa dependência. Alguns desses grupos são listados sob o nome de um supervisor ou proprietário masculino, e muitos registros também mencionam seus filhos, que presumivelmente trabalhavam junto com suas mães e aprendiam os ofícios.
Mulheres desta posição social raramente são identificadas pelo nome, mas há alguns casos notáveis. Por exemplo, uma tábua de Cnossos, em Creta, lista um grupo de mulheres — provavelmente operárias têxteis — por nomes individuais, incluindo uma chamada Wordieya, ou “Rosie”. Outra tábua de Pilos registra uma mulher chamada Kessandra como a destinatária de uma alocação substancial de ração, suficiente para sustentar 20 trabalhadores por 20 dias. Kessandra pode ter sido responsável por supervisionar uma equipe de trabalhadores homens, embora o tipo específico de trabalho não seja mencionado. Seu papel poderia ter se limitado à supervisão desse grupo, ou ela poderia ter ocupado uma posição mais elevada na administração do palácio, embora não haja contexto suficiente para determinar suas responsabilidades exatas. Além disso, as identidades e os gêneros dos escribas da Linear B são desconhecidos; embora se assuma amplamente que a maioria eram homens, é possível que alguns escribas tenham sido mulheres.

## Mulheres na Grécia Antiga
Embora a maioria das mulheres na Grécia Antiga não possuísse direitos políticos e iguais, elas desfrutavam de uma certa liberdade de movimento até a era Arcaica.
Existem registros de mulheres na antiga Delphi, Gortyna, Tessália, Megara e Esparta possuindo terras, a única forma duradoura de riqueza na época.
Contudo, após a era Arcaica, o status das mulheres piorou, e leis de segregação de gênero foram implementadas.
Em geral, esperava-se que as mulheres da Grécia Clássica administrassem uma casa, supervisionando ou realizando tarefas domésticas como tecer tecidos e gerar filhos.
O historiador Don Nardo afirmou que "ao longo da antiguidade a maioria das mulheres gregas tinha poucos ou nenhum direito civil e muitas desfrutavam de pouca liberdade de escolha ou mobilidade."
Registros detalhados sobre o status das mulheres na Grécia Antiga descrevem apenas o comportamento e tratamento das elite, e sobreviveram para apenas três pólis: Esparta, Atenas e Gortina.
Como esses estados eram excepcionais no mundo grego, não está claro o quanto pode ser generalizado a partir desses registros. A maioria dos historiadores assume que os direitos das mulheres em outras pólis gregas poderiam estar situados em um continuum entre as sociedades espartana e ateniense.

### Em Atenas

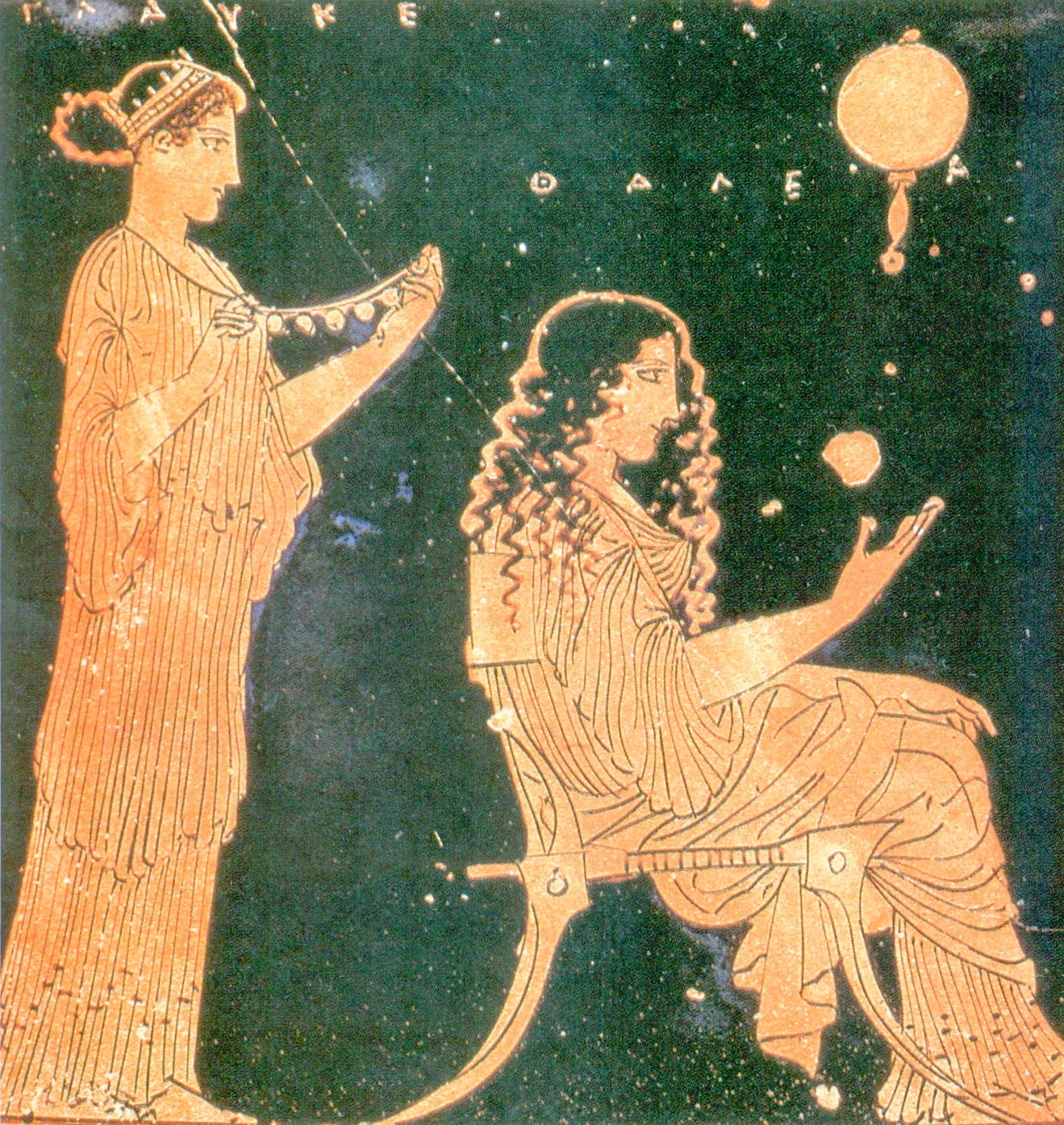
Mulheres atenienses se preparando para um casamento (pintura cerâmica, século V a.C.)

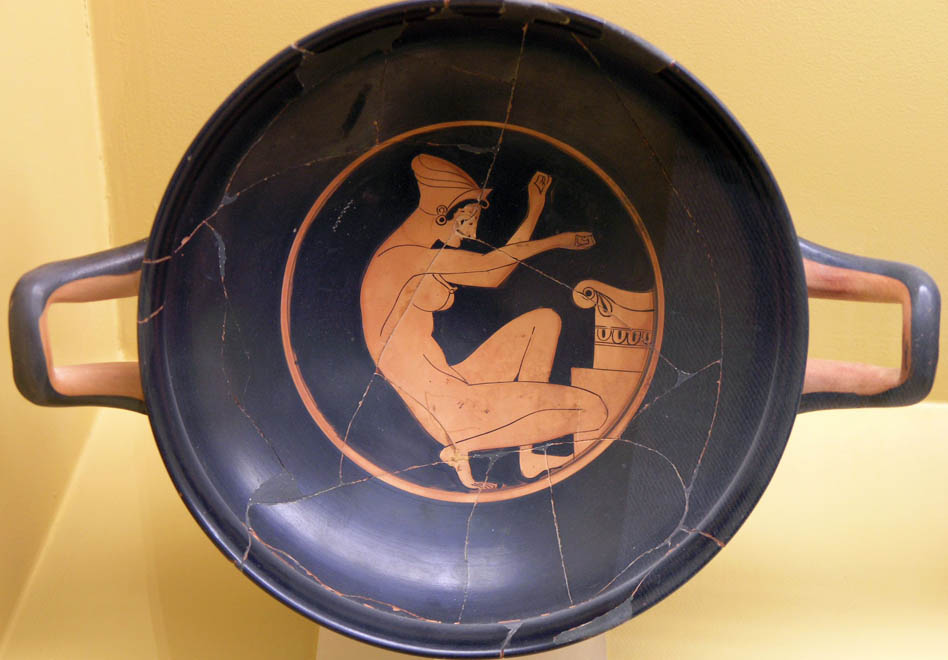
Mulher ajoelhada diante de um altar (cálice em figura vermelha da Ática, século V a.C., Stoa de Attalos)

As Mulheres na Atenas Clássica não possuíam personalidade jurídica e eram consideradas parte do oikos (lar) sob o comando do kyrios (mestre) masculino. Na sociedade ateniense, o termo legal para esposa era conhecido como damar, uma palavra derivada da raiz que significa “subjugar” ou “domar”.
Até o casamento, as mulheres ficavam sob a tutela de seus pais ou outros parentes masculinos; uma vez casadas, o marido se tornava o kyrios da mulher.
As mulheres geralmente se casavam por volta dos 14 anos com um marido cerca de duas vezes mais velho. Esse sistema foi implementado como forma de assegurar que as meninas fossem virginais quando se casassem.
O kyrios da menina normalmente selecionava seu marido; ela teria pouca influência.
Frequentemente, o kyrios selecionava um outro parente masculino para assegurar que qualquer propriedade herdada permanecesse dentro da família.
Além disso, era ilegal na época que cidadãos de Atenas se casassem com pessoas não atenienses. Se flagradas, mulheres não atenienses frequentemente eram vendidas como escravas como punição, e os homens eram fortemente multados. Em circunstâncias mais severas, a perda de direitos políticos era outra punição.
Atenas Clássica idealizava a extrema reclusão feminina.
Registros legais sugerem que mulheres respeitáveis poderiam se sentir constrangidas na presença de seus parentes masculinos ou que fosse inapropriado para um homem não relacionado simplesmente saber o seu nome.
Essa reclusão provavelmente era impraticável para todos, exceto para os ricos, pois tarefas domésticas como buscar água exigiam a entrada em espaços públicos.
Entretanto, as mulheres atenienses estavam excluídas de praticamente toda a vida pública. Seu gênero atuava como uma deficiência permanente que impedia o pleno cidadania, semelhante à escravidão na Grécia Antiga mas sem um processo de liberação análogo à manumissão.
As mulheres eram proibidas de conduzir processos legais, e seu kyrios as representava em seu lugar.
As mulheres atenienses tinham um direito limitado à propriedade, e de forma independente só podiam celebrar contratos cujo valor fosse inferior ao de um medimnos de cevada (uma medida de grão), permitindo que as mulheres se engajassem em pequenas transações comerciais.
Uma mulher podia adquirir propriedade através de presentes, dote e herança, mas seu kyrios tinha o direito de dispor de sua propriedade como bem entendesse.
Se o chefe de família morresse sem deixar um herdeiro masculino, então uma filha poderia se tornar a herdeira provisória da propriedade, conhecida como epikleros (aproximadamente traduzido como herdeira). Posteriormente, era comum que uma mulher se casasse com um parente próximo do pai se ela se tornasse adjunta dessa propriedade.
A maioria dos meninos atenienses da alta classe recebia tutoria privada em retórica e educação física, essenciais para a participação política e militar.
Como as mulheres não participavam desses programas, as meninas atenienses recebiam pouca ou nenhuma educação formal. Em vez disso, elas aprendiam os ofícios domésticos por meio de aprendizado com suas mães.
As únicas áreas em que as mulheres atenienses podiam participar livremente eram os ritos religiosos e o entretenimento/prostituição.
Apesar do ideal de reclusão, muitos festivais religiosos envolviam ambos os gêneros. Os poucos que não envolviam (especialmente os Thesmophoria) eram restritos exclusivamente às mulheres.
O sacerdócio de Atena exercia grande influência moral e as mulheres parecem ter gerenciado ritos de passagem privados.
A prática ateniense não parece ter distinguido claramente entre entretenimento e trabalho sexual, e algumas prostitutas de elite hetairai parecem ter se tornado algumas das mulheres mais independentes, ricas e influentes em Atenas.

### Em Esparta
A vasta maioria (~94%) das mulheres espartanas eram helóticas escravizadas, uma proporção extraordinária no mundo clássico. Essas mulheres suportavam o peso econômico da estrutura de classes extrativa de Esparta e possuíam poucas ou nenhuma proteção legal contra abusos.
Elas eram frequentemente estuppradas, a ponto de gerar uma subclasse inteira, os nothoi ou mothakes.
Incomumente para escravas na Grécia Antiga, as helóticas eram livres para selecionar outros parceiros helóticas para reprodução sexual, embora a paramilitar cripteia prontamente matasse quaisquer crianças belas ou de habilidade incomum resultantes dessas uniões.
Em contraste, as extremamente poucas mulheres livres (espartiatas) desfrutavam de status, poder e respeito que eram desconhecidos no restante do mundo clássico. As mulheres espartiatas eram formalmente excluídas da vida militar e política, mas passaram a administrar propriedades enquanto os homens estavam engajados em atividades militares.
Após longos conflitos no século IV a.C., as mulheres espartanas possuíam entre 60% e 70% de todas as terras e propriedades de Esparta.
No Período Helenístico, algumas das espartanas mais ricas eram mulheres.
Esparta criava jovens meninos espartiatas para trabalhos militares e paramilitares longe de suas famílias na agoge, uma prática que incluía abuso físico e emocional violento extenso, mas provavelmente pouco trabalho intelectual.
Já as meninas espartiatas permaneciam com suas famílias, aprendendo a administração doméstica e, possivelmente, a ler e escrever.
Diferentemente de outras cidades-estado, entretanto, as mulheres espartiatas raramente executavam trabalho doméstico, o qual consideravam degradante e preferiam extrair desse serviço as helóticas.
As vestimentas espartiatas confeccionadas por helóticas eram notoriamente simples e curtas em comparação com as de outras pólis, e escandalosamente exibiam as coxas das meninas.
Não está claro em que medida o estado supervisionava a educação das meninas espartiatas.
As meninas parecem ter absorvido os valores espartanos principalmente através da música, dança, canto e exercício físico.
As meninas espartiatas eram treinadas atleticamente como se fosse para o combate e podem ter participado da Gymnopaedia (Festival dos Jovens Nus).Pomeroy 2002, p. 34
Provavelmente, elas deixavam de participar das competições atléticas após o casamento, tipicamente por volta dos 20 anos.
Plutarco escreveu em seus Ditos dos Espartanos:
"Quando alguém perguntava por que levavam suas meninas a locais públicos sem véu, mas suas mulheres casadas com véu, dizia: 'Porque as meninas precisam encontrar maridos, e as mulheres casadas precisam se ater àqueles que as possuem!'"
O casamento espartano pode ter sido uma relação mais flexível do que em outras pólis gregas. Políbio escreve sobre poliginia e compartilhamento de esposas.
Os homens espartiatas raramente estavam em casa, e uma noiva espartiata recém-casada poderia se vestir com roupas masculinas para se assemelhar melhor aos parceiros sexuais anteriores de seu marido.
No entanto, Esparta parece ter atribuído grande valor a ter filhos homens resolutos, e as mulheres espartiatas cujos filhos morriam em batalha pareciam ser celebradas.
Por outro lado, Plutarco escreve sobre mulheres espartanas que matavam elas mesmas seus filhos covardes.
Apesar de terem maior mobilidade em relação às mulheres atenienses, as mulheres espartiatas não podiam participar da política. Os homens proibiam-nas de falar nas assembleias e as segregavam de quaisquer atividades políticas.

### Nos códigos legais e textos filosóficos
O código de leis de Gortyna concedia às mulheres uma posição muito melhor do que na Grécia continental. Todas as mulheres, incluindo as escravas, eram protegidas. As mulheres de Gortyna, assim como as espartanas, podiam firmar acordos legais e comparecer em tribunal. Elas podiam possuir propriedades sem a co-propriedade masculina ou necessidade de permissão.
Marido e mulher tinham o mesmo direito ao divórcio. Uma mulher livre e divorciada podia atirar seu filho no rio. Irmãs e irmãos dividiam as heranças de forma igualitária. Epicleros (em Esparta e Gortyna, eram chamados de patrouchoi) tinham certa liberdade de escolha no que dizia respeito ao casamento. Ou seja, se uma mulher já casada e com filhos se tornava epiclera, ela podia escolher se divorciava ou não de seu marido. Mas uma mulher casada sem filhos que se tornava epiclera não tinha escolha senão divorciar-se e casar novamente, de acordo com as regulamentações. Em geral, uma filha que herdava uma propriedade não podia dispor dela. Uma exceção era que ela podia vendê-la ou oferecê-la como penhor como pagamento de uma dívida devida ao credor de seu falecido pai.
Atenas foi o berço da filosofia na Grécia Antiga, e a maioria dos textos filosóficos sobreviventes busca justificar a prática ateniense. Quase nenhuma filósofa é conhecida.
Durante o Período Helenístico em Atenas, o famoso filósofo Aristóteles pensava que as mulheres trariam desordem, mal e eram "totalmente inúteis e causavam mais confusão do que o inimigo."
Por causa disso, Aristóteles acreditava que manter as mulheres separadas do restante da sociedade era a melhor ideia.
Essa separação implicaria viver em casas chamadas de gynaeceum enquanto cuidavam das tarefas domésticas e tinham muito pouca exposição ao mundo masculino.
Isso também visava proteger a fertilidade das mulheres de homens que não fossem os maridos, para assegurar a legitimidade de sua linhagem.
As mulheres atenienses também eram muito pouco educadas, exceto por tutoria doméstica para habilidades básicas, como fiar, tecer, cozinhar e algum conhecimento sobre finanças.
Platão reconheceu que estender direitos civis e políticos às mulheres alteraria substancialmente a natureza do lar e do Estado.
Aristóteles, que foi aluno de Platão, negava que as mulheres fossem escravas ou sujeitas à propriedade, argumentando que "a natureza distinguiu entre o feminino e o escravo", mas ele considerava as esposas como "compradas".
Ele argumentava que a principal atividade econômica das mulheres era a de salvaguardar a propriedade doméstica criada pelos homens. Segundo Aristóteles, o trabalho das mulheres não agregava valor, pois "a arte de administrar a casa não é idêntica à arte de gerar riqueza, pois uma usa o material que a outra fornece."
Aristóteles também pensava que a influência das mulheres espartanas era maliciosa e argumentava que a maior liberdade legal das mulheres em Esparta causou sua ruína.

### Direito ao divórcio
Ver também
Apesar dos severos limites às liberdades e direitos das mulheres na Grécia Antiga, os seus direitos no contexto do divórcio eram relativamente liberais. O casamento podia ser encerrado por consentimento mútuo ou por ação de qualquer dos cônjuges. Se uma mulher quisesse terminar seu casamento, ela precisava da ajuda de seu pai ou de outro parente masculino para representá-la, pois, como mulher, ela não era considerada cidadã da Grécia. Se um homem quisesse o divórcio, bastava que expulsasse sua esposa de sua casa. O pai de uma mulher também tinha o direito de terminar o casamento. No caso de um divórcio, o dote era devolvido ao tutor da mulher (que geralmente era seu pai) e ela tinha o direito de reter metade dos bens que havia produzido durante o casamento. Se o casal tivesse filhos, o divórcio resultava em custódia paterna total, pois os filhos eram vistos como pertencentes ao seu lar.
Embora as leis relativas ao divórcio possam parecer relativamente justas, considerando o pouco controle que as mulheres tinham sobre a maioria dos aspectos de suas vidas na Grécia Antiga, é improvável que as mulheres divorciassem de seus maridos por causa do dano que isso causaria à sua reputação.
Como as mulheres eram impedidas de conduzir processos legais, o kyrios atuava em seu lugar.

### Nas artes

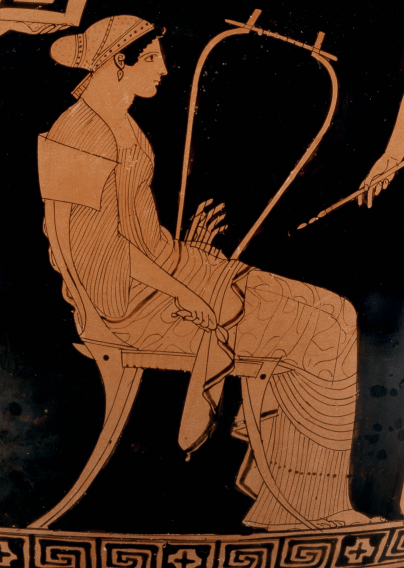
Uma representação nos aposentos femininos de uma casa, em um vaso grego clássico. A foto foca em uma mulher sentada, relaxada, enquanto dedilha um "barbiton" (instrumento de cordas)

Poucas obras de arte sobreviventes retratam mulheres na sociedade da Grécia Antiga. A maioria das fontes provém de cerâmicas encontradas que exibiam a vida cotidiana dos cidadãos. Tais cerâmicas oferecem um meio que nos permite examinar os papéis das mulheres na época, geralmente retratadas como deusas, guardiãs da vida doméstica ou prostitutas.
As cenas de adorno na pintura de vasos são uma janela para a esfera feminina, embora não sejam inteiramente realistas, mas sim um produto da imagem voyeurística e romantizada da feminilidade idealizada pelos homens.
As mulheres são frequentemente retratadas como "objetos sexuais" na cerâmica grega antiga, proporcionando assim um contexto para a cultura sexual da Grécia Antiga.
A maioria das cenas em vasos retrata mulheres dentro de suas casas. A presença comum de colunas sugere que as mulheres passavam a maior parte do tempo no pátio da casa. O pátio era o único lugar onde podiam desfrutar regularmente do ar livre e tomar um ar fresco. A maior parte dos utensílios de cozinha gregos era pequena e leve, e podia ser facilmente montada ali. Pode-se inferir que, em dias de sol, as mulheres provavelmente se sentavam nas áreas cobertas e sombreadas do pátio, pois o ideal de beleza feminina era uma compleição pálida.
Lysistrata (/laɪˈsɪstrətə/ ou /ˌlɪsəˈstrɑːtə/; Grego Ático: Λυσιστράτη, Lysistrátē, "Dispersadora do Exército") é uma comédia grega antiga escrita por Aristófanes, originalmente apresentada na Atenas clássica em 411 a.C.
A peça retrata a missão extraordinária das mulheres de pôr fim à Guerra do Peloponeso entre as cidades-estado gregas, negando aos homens os prazeres sexuais, que eram a única coisa desejada pelos homens. As mulheres iriam acabar com a guerra capitalizando sua sexualidade.
Lysistrata convence as mulheres das cidades em guerra a reter privilégios sexuais de seus maridos e amantes como meio de forçar os homens a negociar a paz. Essa estratégia, entretanto, apenas inflama a batalha entre os sexos.

## Mulheres na Guerra de Independência Grega

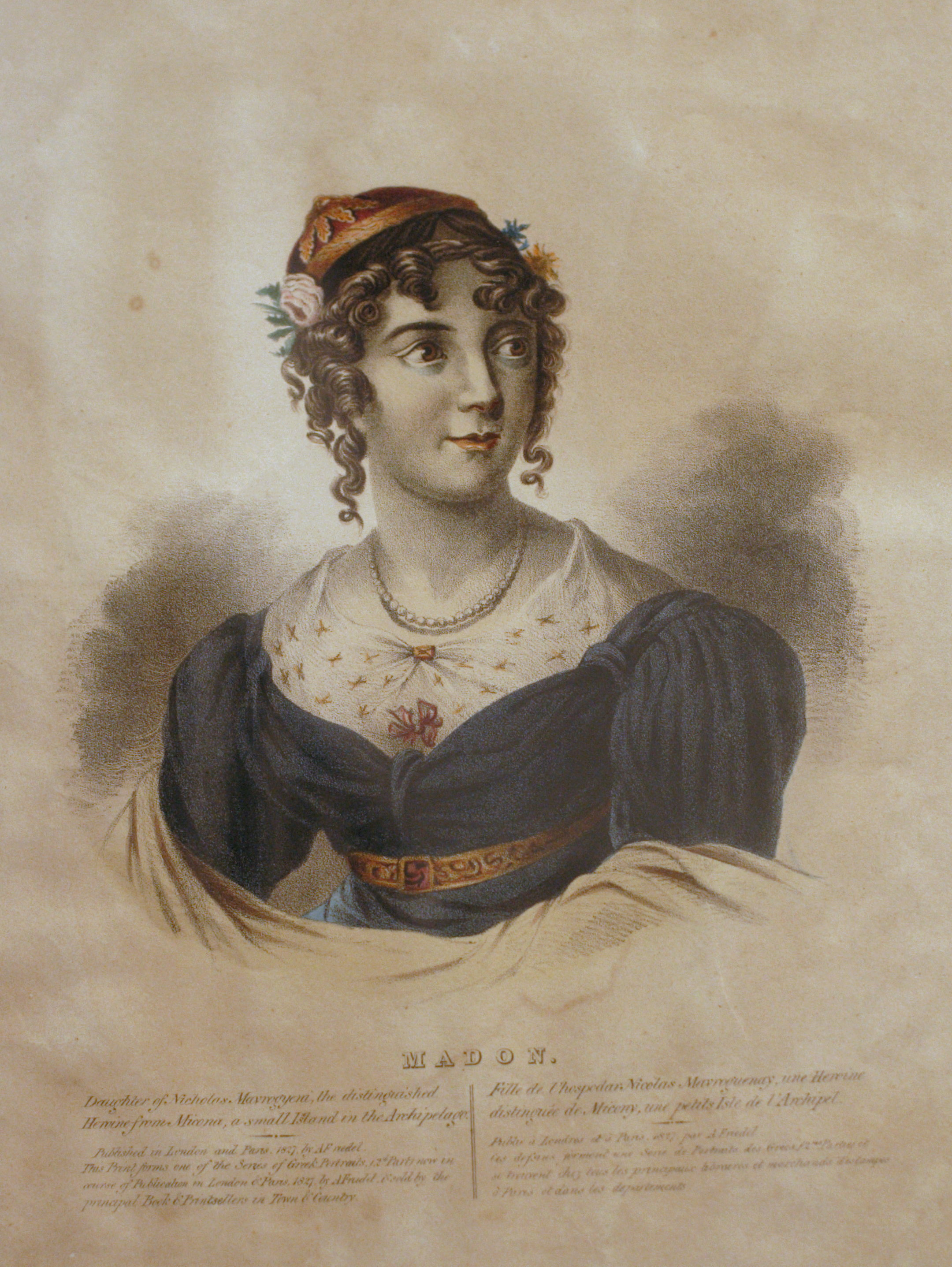
Manto Mavrogenous

Entre os guerreiros gregos na Guerra de Independência Grega, também havia mulheres, como Laskarina Bouboulina. Bouboulina, também conhecida como kapetanissa (capitã/almirante), em 1821, ergueu no mastro do Agamemnon sua própria bandeira grega e navegou com oito navios para Nafplion para iniciar um bloqueio naval. Mais tarde, ela também participou do bloqueio naval e da captura de Monemvasia e Pilos.

## Período Contemporâneo
Nas últimas décadas, a posição das mulheres na sociedade grega mudou dramaticamente. Efharis Petridou foi a primeira advogada na Grécia; em 1925, ela ingressou na Ordem dos Advogados de Atenas.
As mulheres da Grécia conquistaram o direito de voto em 1952. Em 1955, as mulheres foram autorizadas pela primeira vez a se tornarem juízas na Grécia.
Em 1983, foi aprovada uma nova lei de família que previa a igualdade de gênero no casamento.
Ela aboliu o dote e garantiu os direitos de crianças "ilegítimas".
Adultério também foi descriminalizado em 1983. A nova lei de família previa o casamento civil e liberalizou a lei de divórcio. Em 2006, a Grécia promulgou a Lei 3500/2006, que criminalizou a violência doméstica, incluindo o estupro marital.
A Lei 3719/2008 tratou ainda de questões familiares, incluindo o Artigo 14, que reduziu o período de separação (necessário antes de um divórcio em determinadas circunstâncias) de 4 para 2 anos.
A Grécia também ratificou a Convenção do Conselho da Europa sobre Ação contra o Tráfico de Seres Humanos em 2014.
Em 2014, 21,0% dos parlamentares eram mulheres.
Entretanto, a dinâmica familiar permanece conservadora.
A principal forma de parceria é o casamento, e a natalidade fora do casamento e a coabitação de longo prazo não são comuns. Por exemplo, em 2015, a Grécia teve a menor porcentagem de nascimentos fora do casamento na União Europeia, com apenas 8,8%.
A Grécia possui uma baixa taxa de fertilidade, de 1,33 filhos por mulher (em 2015), inferior à taxa de reposição de 2,1.

## Leituras adicionais
- Assaël, Jacqueline (1985), «Misoginia e feminismo em Aristófanes e em Eurípides», Pallas. Revue d'études antiques (32), pp. 91–103
- Dirven, Lucinda; Icks, Martijn; Remijsen, Sofie, eds. (13 de fevereiro de 2023). As Vidas Públicas das Mulheres Antigas (500 a.C.-650 d.C.). Leiden; Boston: Brill. ISBN 978-90-04-53451-3
- Munteanu, Dana LaCourse (2020). «Vozes Femininas em Eurípides». Companheiro de Eurípides da Brill. Países Baixos: Brill. pp. 889–910. ISBN 978-90-04-26970-5